# Неа Мудания
Неа Мудания, наричано често и само Мудания (на гръцки: Νέα Μουδανιά), е градче в Северна Гърция, център на дем Неа Пропонтида, област Централна Македония. Според преброяването от 2001 година има 6475 жители. Неа Мудания е голям туристически център.

## География
Неа Мудания е разположена на източния бряг на Солунския залив, на входа на полуостров Касандра.

## История
Селището е основано през 1922 г. в местността Карги лиман от бежанци от малоазийския град Мудания. Градът постепенно става водещ търговски център и се развива по-бързо от другите крайбрежни селища. Населението се занимава с риболов, търговия, земеделие и бубарство – занаят, който бежанците донасят от Мала Азия. Днес Неа Мудания е най-динамичният град в западната част на полуострова и е важен курорт. В средата на юли се празнува Фестивала на сардината.
| Преброявания |           |      |
| Година       | Население | %±   |
| 1940         | 2296      | _    |
| 1951         | 2600      | 13,2 |
| 1961         | 2600      | 0,0  |
| 1971         | 3146      | 21,0 |
| 1981         | 4142      | 31,7 |
| 1991         | 4447      | 7,4  |
| 2001         | 6430      | 44,6 |
| 2011         | 9342      | 45,3 |